# Sendtnera (planta)
Sendtnera es un género de hepáticas perteneciente a la familia Gymnomitriaceae. Comprende 7 especies descritas y de estas, solo 2 aceptadas.

## Taxonomía
El género fue descrito por Stephan Ladislaus Endlicher y publicado en Genera Plantarum 1342. 1840.

## Especies aceptadas
A continuación se brinda un listado de las especies del género Sendtnera (planta) aceptadas hasta marzo de 2015, ordenadas alfabéticamente. Para cada una se indica el nombre binomial seguido del autor, abreviado según las convenciones y usos.
- Sendtnera adunca (Dicks.) Gottsche & Rabenh.
- Sendtnera orizabensis Gottsche